# براد سليمان
براد سليمان (بالإنجليزية: Brad Solomon)‏ مواليد 29 مايو 1983 في لويزيانا، الولايات المتحدة، هو ملاكم محترف أمريكي يصنف ضمن فئة وزن الوسط.

## إحصائيات
خاض خلال مسيرته 27 نزالا، فاز في 26 ولم يتعادل وخسر في 1. فاز بالضربة القاضية في 9 نزالات.

## روابط خارجية
- براد سليمان على موقع بوكس ريك (الإنجليزية) (registration required)